# Hervé Robert Thuet
Hervé Robert Thuet (Gundolsheim (Alsàcia) ?, 3 de febrer de 1971) va ser un ciclista francès especialista en pista. Va guanyar dues medalles als Campionats del món de velocitat per equips.

## Palmarès

### Resultats a laCopa del Món
- 1995
  - 1r a Atenes, en Velocitat per equips
- 1998
  - 1r a Hyères, en Quilòmetre
  - 1r a Hyères, en Velocitat per equips
- 1999
  - 1r a Ciutat de Mèxic, en Quilòmetre
- 2000
  - 1r a Moscou, en Quilòmetre